# Josh Lambo
Joshua Gregory Lambo (Lansing, 19 novembre 1990) è un ex calciatore e giocatore di football americano statunitense che milita nel ruolo di placekicker per i Jacksonville Jaguars della National Football League (NFL). Possiede anche il passaporto greco.

## Carriera nel football americano

### San Diego Chargers
Dopo avere giocato a calcio con l'FC Dallas, Lambo si iscrisse alla Texas A&M University, giocando come kicker degli Aggies dal 2012 al 2014. Dopo non essere stato scelto nel Draft NFL 2015, il 2 maggio 2015 firmò con i San Diego Chargers, battendo Nick Novak per il ruolo di titolare della squadra nel suo ruolo. Debuttò come professionista nella vittoria in rimonta nel primo turno della stagione contro i Detroit Lions, segnando entrambi i field goal tentati e 3 extra point su 4 calciati. La Pro Football Writers Association lo inserì nella formazione ideale dei rookie. Il 2 settembre 2017 fu svincolato dai Chargers.

### Jacksonville Jaguars
Il 17 ottobre 2017, Lambo firmò coi Jacksonville Jaguars. Nel 2019 fu inserito nel Second-team All-Pro dopo avere segnato 33 field goal su 34 tentativi.

## Palmarès

### Football americano
- Second-team All-Pro: 1

2019
- PFWA All-Rookie Team - 2015

### Calcio
- Campionato MLS: 1

Dallas: 2010